# Short S.45
El Short S.45, también conocido como Short T.5 por su matrícula naval, fue un biplano de entrenamiento construido para la Marina Real británica por Short Brothers en 1912. Fue el precursor de otros tres aviones idénticos (designados S.48, S.49 y S.50 por Shorts) entregados a la Marina Real y al Real Cuerpo Aéreo durante 1912 y 1913. El Real Servicio Aéreo Naval todavía operaba este modelo cuando estalló la Primera Guerra Mundial en 1914.

## Diseño y desarrollo
El diseño era similar al del Short S.36, un biplano deportivo construido para Frank McClean, que lo prestó a la Escuela Naval de Vuelo, Eastchurch. El comandante Charles Rumney Samson y el capitán Eugene Gerrard probaron en vuelo el avión a principios de 1912. El agradable rendimiento del S.36 llevó al Almirantazgo a encargar dos aviones de configuración similar, pero diferentes en el motor instalado, en marzo de ese año. Shorts los entregó como S.41 y S.45.
El S.45 era un biplano de dos vanos de envergaduras desiguales, con un fuselaje de sección transversal cuadrada con los dos asientos en tándem en cabinas abiertas. Las alas arriostradas mediante cables no estaban decaladas y el fuselaje estaba montado a medio camino entre ellas. Los alerones se instalaron únicamente en el ala superior. La cola tenía forma cruciforme y el tren de aterrizaje fue diseñado para ser intercambiable y permitir que el S.45 volara como hidroavión o como avión terrestre. La máquina estaba propulsada por un único motor rotativo en el morro, que hacía girar una hélice bipala. En la configuración de hidroavión, el tren de aterrizaje consistía en un único pontón ancho montado debajo del fuselaje, con bolsas de aire instaladas en soportes cortos debajo de cada ala. Posteriormente, se instaló una tercera bolsa de aire debajo de la cola para mantenerla fuera del agua cuando el avión era remolcado.

## Historia operacional
El S.45 voló por primera vez el 24 de mayo de 1912 como avión terrestre, con el teniente Spencer Gray a los controles, y fue aceptado para el servicio en la Marina con el número de serie T.5  ("T" significaba "tractor"). Junto con el S.41, el avión participó en la Revista Naval realizada en Portsmouth, en julio. Pronto se le unió en servicio el S.48 (matrícula 413), que el capitán Gerrard entregó a la Escuela Central de Vuelo en Upavon el 10 de octubre. Aunque el capitán John Salmond lo evaluó como falto de potencia, voló regularmente hasta que sufrió daños irreparables en un accidente al aterrizar el 3 de diciembre, cuando entró en pérdida durante la aproximación.
Mientras tanto, el S.45 sufrió considerables modificaciones, incluida una nueva capota del motor, una brazola reforzada alrededor de las cabinas, alerones revisados y alas superiores de mayor envergadura. Las extensiones de las alas fueron arriostradas mediante un pendolón y cables. Su matrícula se cambió de "T.5" a simplemente "5", cuando las matrículas de los aviones del Ejército y de la Marina se fusionaron en un solo sistema a finales de 1912. En 1913, estando el S.45 estacionado en Carlingnose, cerca de Rosyth, sufrió un accidente al aterrizar y capotó el 4 de octubre.
A principios de 1913, la Escuela Central de Vuelo recibió dos ejemplares más de este modelo: el capitán Gerrard entregó el S.50 (matrícula 424) el 17 de febrero, y el S.49 (matrícula 423) el 22 de febrero. No mucho después, estos aviones desaparecieron de los registros cuando sus matrículas fueron reasignadas a dos Royal Aircraft Factory B.E.8. Finalmente, despojados de sus motores e identidades, la Oficina de Guerra declaró que los dos aviones excedían las necesidades y los transfirió al Almirantazgo en agosto de 1914. En manos del Real Servicio Aéreo Naval, los aviones fueron remotorizados con motores rotativos Clerget de 75 kW (100 hp) y se les asignaron las matrículas 1268 y 1279. El RNAS los operó en la Escuela de Vuelo de la Armada y permanecían en servicio al estallar la Primera Guerra Mundial.

## Operadores
Reino Unido
- Real Cuerpo Aéreo
- Real Servicio Aéreo Naval

## Especificaciones (S.45)
Referencia datos: Jane's All The World's Aircraft 1913, p.55 and Barnes & James 1989, p.87

### Características generales
- Tripulación: Dos (instructor y alumno)
- Longitud: 10,8 m (35,5 ft)
- Envergadura: 12,8 m (42 ft)
- Superficie alar: 42 m² (452,1 ft²)
- Peso vacío: 490 kg (1080 lb)
- Peso cargado: 680 kg (1498,7 lb)
- Planta motriz: 1× motor rotativo de 7 cilindros refrigerado por aire Gnome Gamma.
  - Potencia: 52 kW (72 HP; 71 CV)
- Hélices: Bipala de paso fijo

### Rendimiento
- Velocidad máxima operativa (Vno): 97 km/h (60 MPH; 52 kt)
- Alcance: 5 h

## Aeronaves relacionadas

### Secuencias de designación
- Secuencia S._ (interna de Short, anterior a 1921): ← S.41 - S.43 - S.44 - S.45 - S.48 - S.49 - S.50 - S.51 - S.52 - S.53 →